# Caroline Mardaus
Caroline Mardaus, bekannt auch als Caroline Rusch, (* 12. März 1958 in Augsburg; geborene Hollenburger) ist eine deutsche Schriftstellerin, Lehrerin und freie Journalistin. In einer Vielzahl von Publikationen befasst sie sich mit psychologischen Aspekten des Lebens, Lebensstil und künstlerischen Themen.

## Leben
Caroline Mardaus wurde als „Caroline Hollenburger“ geboren und verbrachte große Teile ihrer Jugend in Mering. Nach dem Schulbesuch absolvierte sie von 1976 bis 1979 eine Ausbildung an der Staatlichen Fachschule für Keramik in Landshut und eröffnete anschließend eine eigene Werkstatt. Danach entschloss sie sich ab 1985 zum Nachholen der Hochschulreife im zweiten Bildungsweg am Bayernkolleg Augsburg. Nach Bestehen des Abiturs im Jahr 1988 begann Rusch klassische Philologie, speziell Latein, sowie Anglistik zu studieren. Seit 1996 ist sie freie Schriftstellerin. Mit Manfred Rusch ging sie ihre erste Ehe ein. Im Jahr 2000 verfasste Caroline Hollenburger-Rusch die Arbeit „Liquitur in lacrimas. Zur Verwendung des Tränenmotivs in Ovids Metamorphosen“ zum Erlangen des philologischen Doktortitels. Sie promovierte 2001 „magna cum laude“. In der Folge nahm sie eine Lehrtätigkeit für Latein am Rudolf-Diesel-Gymnasium Augsburg auf. Als freie Journalistin steuerte Caroline Mardaus in der Presse, unter anderem für die FAZ und das Frauenmagazin emotion, Beiträge bei. In Kurzform nannte sie sich „Caroline Rusch“, nunmehr ihr Künstlername.
Im Jahr 1994 lernte sie den Fotografen Frank Mardaus kennen. Es begann die künstlerische Zusammenarbeit mit ihm, die im Jahr 2003 in ihre zweite Ehe münden sollte. Mardaus hat im Bereich der Bildenden Kunst seinen Schwerpunkt auf erzählende Fotografie gelegt.
Caroline Mardaus zählte beim Bayerisch-Schwäbischen Literaturpreis in den Jahren 2003 und 2004 zu den Finalteilnehmern. Im Jahr 2009 war sie beim WDR Gast in Frank Plasbergs Talkshow „Plasberg persönlich“, als über das Thema „Ungleiche Paare – Wo die Liebe hinfällt“ gesprochen wurde. Das Künstlerehepaar bereichert mit Ausstellungen wie „WE-0007“ das Augsburger Kulturleben. Die Schriftstellerin stellte 2011 im ihr vertrauten Mering das Buch „Paarlandschaften“ in einer Lesung vor. Es ist Teil der so genannten „Bagaluten-Trilogie“ der Autorin, zu der auch der Band „Im Tintenfischgarten“ zählt.

## Werke
- Caroline Hollenburger-Rusch: Liquitur in lacrimas. Zur Verwendung des Tränenmotivs in Ovids Metamorphosen. Hildesheim 2001.  ISBN 3-487-11441-0
- Verschiedene Ratgeber von Caroline Rusch, unter anderem
  - Der kleine Therapie-Kompass. Stuttgart 2003. ISBN 3-7831-2215-5
  - Der kleine Lachtherapeut. Stuttgart 2005. ISBN 3-7831-2516-2
  - Lachen Sie sich gesund! Heidelberg 2007. ISBN 3-636-07209-9
  - Lieben und Leben ab 40. Heidelberg 2008. ISBN 3-636-06400-2
- gemeinsam mit Angelika Kallwass
  - Verbotene Gefühle – Rache, Neid und Eifersucht. Stuttgart 2004. ISBN 3-7831-2367-4
  - Leben mit Liebe – Sexualität in der Partnerschaft. Stuttgart 2004. ISBN 3-7831-2368-2
  - Stark gegen die Angst. Stuttgart 2004. ISBN 3-7831-2450-6
  - Das Burnout-Syndrom. Wir finden einen Weg. Stuttgart 2005. ISBN 3-7831-2513-8
- Belletristik
  - Caroline Rusch: Wenn er jünger ist: Vom Glück, einen jüngeren Mann zu lieben. München 2008. ISBN 3-636-06367-7
  - Caroline Mardaus: Im Tintenfischgarten. Augsburg 2009. ISBN 978-3-87512-432-3
  - Caroline Mardaus: Paarlandschaften. Augsburg 2011. ISBN 978-3-87512-433-0